# Salmon Bay (Antarktika)
Die Salmon Bay (englisch für Lachsbucht) ist eine kleine Bucht an der Scott-Küste  des ostantarktischen Viktorialands. Sie liegt nördlich des Kap Chocolate.
Teilnehmer der vom britischen Polarforscher Robert Falcon Scott geleiteten Terra-Nova-Expedition (1910–1913) hatten sie ursprünglich Davis Bay in Verbindung mit dem Davis-Gletscher (heute Salmon-Gletscher) benannt. Letzterer wurde von der neuseeländischen geologischen Mannschaft der Commonwealth Trans-Antarctic Expedition (1956–1958) umbenannt, um Verwechslungen mit dem unweit gelegenen Davis-Gletscher zu vermeiden. Konsequenterweise wurde daher auch gleich die Bucht umbenannt. Namensgebend ist die durch Frank Debenham bei der Terra-Nova-Expedition vorgenommene Benennung des Salmon Hill in der unmittelbaren Umgebung der Bucht und des Gletschers nach dem lachsfarbenen Gestein des Hügels.